# 水经注
《水經注》是古代中國地理名著，共四十卷。作者是北魏晚期的郦道元。
《水經注》因注《水經》而得名，《水經》一書約一萬餘字，《唐六典·注》說其“引天下之水，百三十七”。《水经注》看似为《水经》之注，实则以《水经》为纲，详细记载了一千多条大小河流及有关的历史遗迹、人物掌故、神话传说等，是中国古代最全面、最系统的综合性地理著作。该书还记录了不少碑刻墨迹和渔歌民谣，文笔绚烂，语言清丽，具有较高的文学价值。由于书中所引用的大量文献中很多在后世散失了，所以保存了许多资料。

## 賞析
《水經注》一書首見於《隋書·經籍志》，唐代诗人陆龟蒙有诗“高抱相逢各絕塵，水經山疏不離身”，可見唐代已大為流行。至北宋時已经缺5卷。清代王先謙認為酈道元注《水經》的目的在於“因水以證地，即地以存右”。《水經》記載的河流僅137條，大量的支流被忽略了；《水經注》則記錄更小的支流，所以《注》裏記述的大小河流竟多至1252條，是《水經》的近10倍，《渐江水》原本只有“渐江水出三天子都，北过余杭，东入于海”十六字，《水经注》中的注解竟长达六千字。此外還有五百多處湖泊和沼澤，湖泊类型名称有14个，即湖、泽、海、坈、陂、浦、渊、潭、池、薮、渚、塘、淀、沼等。二百多處泉水和井水等地下水，伏流有三十余处，瀑布六十多处，岩溶洞穴四十六處，温泉三十一處，各种桥梁超过九十座，津渡亦有九十余处；建築方面記有中外古塔三十多处，宫殿一百二十余处，各种陵墓二百六十余处，寺院二十六处。而且觀察得也很仔細，例如對溫泉溫度分5個等級，依次為“暖”、“熱”、“炎熱特甚”、“炎熱倍甚”和“炎熱奇毒”。有些地方詳細記下了河谷的寬度、河床的深度、水量和水位的季節變化、含沙量、冰期等，如洞庭湖“湖水广圆五百里，日月若出没于其中”，华池“池方三百六十步”，黄河孟津河段的冰层厚度“寒则冰厚数丈，冰始合，车马不敢过。”。 
〈河水〉一篇，專講黃河及其上游水系，是《水經注》全書最長的一篇，凡五卷，佔《水經注》全文的七分之一，《水经注》對二次黄河改道称之为“大河故渎”和“王莽河”。〈河水〉卷五甚至描述了古印度的恒河、印度河和孟加拉湾的水文地理。
《水經注》不僅講河流，還詳細記載了河流所經的地貌、地質礦物和動植物，所记矿物如金、银、铜、铁、锡、汞等，非金属矿物有雄黄、硫黄、盐、石墨、云母、石英、玉、石材等有20余种，岩石19种。《水经注》中记载了许多古生物残骸化石和遗迹化石，渭水上游成纪县（今甘肃庄浪县）僵人峡還有人类化石。後世可以從中了解古代的耕作制度、古代植物種類和植被分佈，動物的地區分佈及其活動的季節性，以及古人如何利用它們取得經濟效益。《水經注》還載錄了不少古代的陵墓以及墓前碑刻。
《水經注》所記載的地名高達二萬處左右。清人錢大昕發現漢初分封的侯國，在班固的《漢書》中已經記載不完全了，但《水經注》裡竟能索得十之六七。
酈道元寫景文字，遣詞精當，能以不同風格的語言，表達不同性格的山水，仅就描写瀑布，它所用的词汇就有：泷、洪、悬流、悬水、悬涛、悬泉、悬涧、悬波、颓波、飞清等，多收錄生動優美的故事神話、人物典故、民俗物產、人文遺跡、建置沿革、民間歌謠、諺語方言，「片語隻字，妙絕古今」，引書多達437種，輯錄漢魏金石碑刻350種。唐代李白、杜甫的詩篇裡，都吸收了《水經注》的藝術滋養，柳宗元的《永州八記》文章實脫胎於《水經注》。宋初編纂《太平御覽》、《太平寰宇記》，引用此書甚多。宋朝蘇軾在《寄周安孺茶诗》說：“嗟我樂何深，《水經》也屢讀。”清朝人劉獻廷稱此書為「宇宙未有之奇書」。丁謙推此書為“聖經賢傳”。

## 失誤
《水經》因循黃河河源為崑崙山的錯誤，卷一說：“余考羣書，咸言河出崑崙，重源潛發，淪於蒲昌，出於海水。”唐代杜佑在《通典》说它“灼然荒唐”，宋代歐陽忞的《輿地廣記》亦明确指出其黄河河源问题上的“纰缪”。卷十四《濡水》：有“至卑耳之溪，有贊水者”一語，並說︰“然卑耳之川若贊溪者，亦不知所在也”。酈道元推斷“贊水”在漢朝時已經“苞淪洪波”，清人赵一清還认为赞水是辟耳山的拘夏溪。事實上，這都是以讹传讹，“有贊水者”指的是贊引渡水之人，清人孙诒让指出此文見諸於房玄龄注《管子․小問》就解釋過這個問題。
由於酈道元是北朝人，未必能親臨南方水系，記錄不免簡略，有不少錯誤；卷二十九〈沔水〉寫沔水（今漢江）“又東至會稽餘姚縣，東入於海”，是重大錯誤；事實上，《水经注》记载的北方诸水，错误也不少。陳橋驛曾以卷十四《濡水》一篇为例，经“濡水从塞外来，东南过辽西令支县北”注中，注文对濡水发源的记载，即是一个明显的错误。又由於受到《山海經》、《穆天子傳》的影響，《水經》甚至有荒诞不经的内容，例如稱濟水“三伏三見”，《尚书·禹贡》最早提出“三伏三见”的特性，甚至《梦溪笔谈》亦載：“今历下凡发地皆是流水，世传济水经过其下，东阿亦济水所经”；卷三十九《廬江水》，則是一條不存在的河流，很明顯是受到《山海經》的誤導。酈道元以岷江為長江之發源，這是受到《尚書·禹貢》的誤導。大陸酈學專家陳橋驛甚至認為酈道元並沒有到過三峽，實是參考袁山松的《宜都記》。《水經注》喜引奇文，有時並不加以考訂，清人全祖望稱其“过于嗜奇，称繁引博”，凌扬藻也说“但嗜奇博，读者眩焉”，卷一還包括印度河和恒河的上源在内，也存在不少错误，明代楊慎稱其“泛引佛经怪诞之说，几数千言，亦赘已”，周婴亦提出过批评：“皆蹑法显之行踪，想恒流之洄洑，其间水陆未辨，道里难明，所计差池，厥类亦众。”，黄宗羲亦稱“开章河水二字注以数千言，援引释氏无稽，于事实何当，已失作者之意”；章巽在其《水经注和法显传》一文详列错误。《水经注》說：“洹水出上党泫氏县。水出洹山，山在长子县也”，也是錯的，洹水應發源自河南省林州市的林虑山，最早在《后汉书·林虑》条下晋徐广作注即说：“洹水所出，苏秦会诸侯盟处”；光绪八年(1882年)山西《长子县志》即指出《水经注》的錯誤：“案洹水出林虑山，东流入淇，去长子甚远，郦注未核”。

## 酈學研究
明、清學者十分重視《水經注》，對研究《水經注》的學問稱之“酈學”。酈學是指針對酈道元的《水經注》的研究，一般可分三大學派：考據學派、词章学派以及地理學派。另外還有一宗戴震校勘《水經注》時捲入抄襲趙一清成果的百年公案。目前陳橋驛著《酈道元評傳》可視為研究酈道元的典範著作。

## 版本
《水经注》不同版本中，以《永乐大典本》、《水经注笺》、《七校水经注》、《水经注释》、《水经注武英殿聚珍本》、《合校水经注》及《水经注疏》为最著名。胡適曾經用二十多年的光陰研究《水经注》，寫有七十餘篇的手稿，輯入《胡適手稿》一至六集。
- 宋朝時僅有抄本
- 《宋成都府學宮刊本》
- 元祐二年（1087年）刊本
- 《黃省曾刊本》（1534年）
- 《吳琯刊本》（1585年）
- 朱謀㙔《水經注箋》（1615年）
- 鍾惺、譚元春《評點本》。
- 沈炳巽《 水經注集釋訂訛》
- 《項絪刊本》
- 全祖望《七校本》
- 趙一清《水經注釋》
- 武英殿聚珍本。
- 張匡學《水經注釋地》
- 楊守敬、熊會貞《水經注疏》